# اد کزیریان
اد کزیریان ( انگلیسی: Ed Kezirian؛ زادهٔ ۴ اوت ۱۹۵۲) بازیکن فوتبال آمریکایی بازنشسته و مربی ارمنی‌تبار اهل ایالات متحده آمریکا است.

## باشگاهی
از باشگاه‌هایی که وی در آن بازی کرده‌است می‌توان به en:Reedley College، en:Southern California Sun و en:UCLA Bruins اشاره کرد

## زندگی‌نامه
وی در ۴ اوت ۱۹۵۲ در فرزنو، کالیفرنیا به دنیا آمد و از Reedley College و دانشگاه کالیفرنیا، لس آنجلسفارغ‌التحصیل گشت. 